# Associação Atlética Portuguesa
A Associação Atlética Portuguesa, mais conhecida como Portuguesa Santista (para evitar confusão com a equipe homônima da capital de São Paulo), é um dos maiores clubes brasileiros e paulistas de futebol da cidade de Santos, litoral do estado de São Paulo.
Foi fundada em 20 de novembro de 1917 e suas cores são o vermelho e o verde.
A Portuguesa Santista recebe de sua torcida os nomes carinhosos de Briosa ou Rubro-verde.
A equipe da Briosa irá Disputar a Série A3 em 2026 após o rebaixamento em 2025.

## História
Em novembro de 1914, "canteiros" que trabalhavam numa pedreira do bairro do Jabaquara observaram surpresos uma partida de futebol do Hespanha Futebol Clube (atual Jabaquara Atlético Clube). Encantados, os canteiros, todos portugueses, começaram a pensar na ideia de fundar uma equipe da colônia, assim como já haviam feito os espanhóis, italianos, ingleses e sírios da cidade.
Em 19 de novembro de 1917 os entusiastas se reuniram num salão de barbeiro, na Rua Joaquim Távora, para a fundação do clube. Vários nomes foram sugeridos, como Lusitano, F. C. Portugal etc. Até que foi proposto o nome Associação Atlética Portuguesa. No dia seguinte, numa nova reunião, o nome e os estatutos do clube eram ratificados e nascia assim, a "Briosa".
O seu Estádio, Ulrico Mursa, foi o primeiro da América Latina a ter cobertura de concreto.
A Portuguesa Santista foi a primeira equipe da cidade de Santos a revelar um jogador que serviu à Seleção Brasileira de Futebol, para a Copa do Mundo de 1938, na França. O atleta foi Tim, atacante da Briosa, desde 1936 jogador do Fluminense que na Copa participou de uma partida, em 14 de junho de 1938, pelas quartas-de-final, contra a Tchecoslováquia, na cidade de Bordeaux, no Estádio Parc Lescure, (atual Stade Jacques Chaban-Delmas), em que o Brasil ganhou por 2 a 1, com gols de Leônidas e Roberto, pelo Brasil e Kopecky, pela Tchecoslováquia.
A Portuguesa Santista, é uma das equipes que fundou a Federação Paulista de Futebol, em 1941, junto com Juventus, Palestra Itália (atual Palmeiras), Corinthians, São Paulo F.C., Santos F.C., Portuguesa de Desportos, Espanha (atual Jabaquara A.C.), Ypiranga e SPR (atual Nacional A.C.).
O jogo mais celebrado da Portuguesa Santista é contra o Santos FC, que foi batizado de "Clássico das Praias", entre as décadas de 1950 e 1960. Há também grande agitação em sua torcida quando há jogos contra a Portuguesa de Desportos e Jabaquara.
A Portuguesa é a detentora da "Fita Azul" desde 1959 - título criado para homenagear as equipes que faziam excursões ao exterior com sucesso. Essa honra pertence ao CR Vasco da Gama, a Portuguesa de Desportos e Santos FC, entre outros clubes.
Um fato curioso é que a Briosa foi vítima de racismo em 1959. Quando ganhou o título de Fita Azul, os jogadores foram proibidos de entrar em campo, na Cidade do Cabo por ter três jogadores de cor negra. A África do Sul, por consequência, foi banida de jogos e competições internacionais até o ano de 1976.
Em dois períodos, de 1930 a 1934 e de 1988 a 1990, a Portuguesa Santista não disputou o Campeonato Paulista, o primeiro, por não concordar inicialmente com o profissionalismo no futebol, e na segunda vez, por uma enorme crise financeira que se abateu sobre o clube, pedindo licença à Federação.

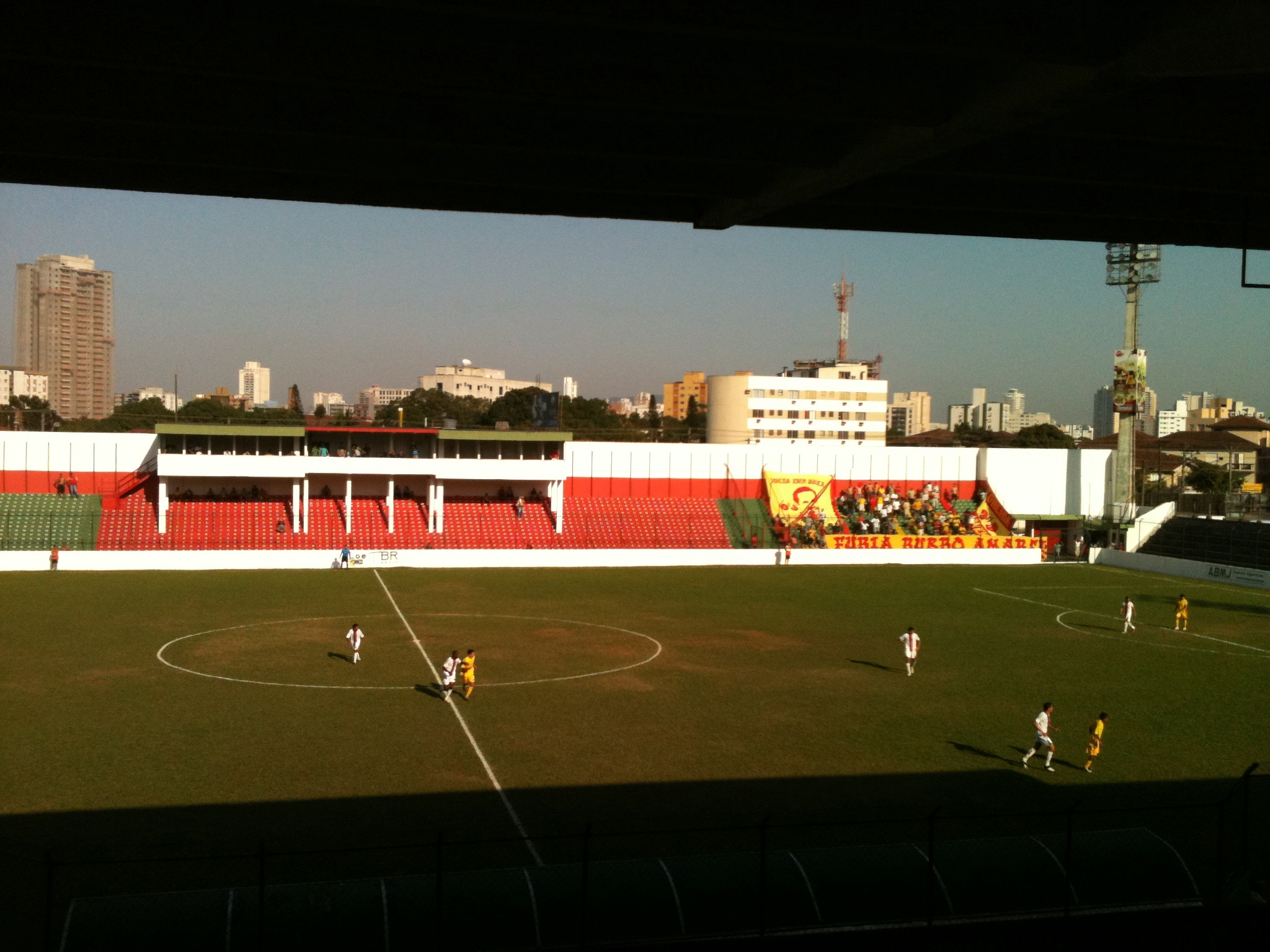
Portuguesa Santista em clássico local contra o Jabaquara no Estádio Ulrico Mursa em 2011

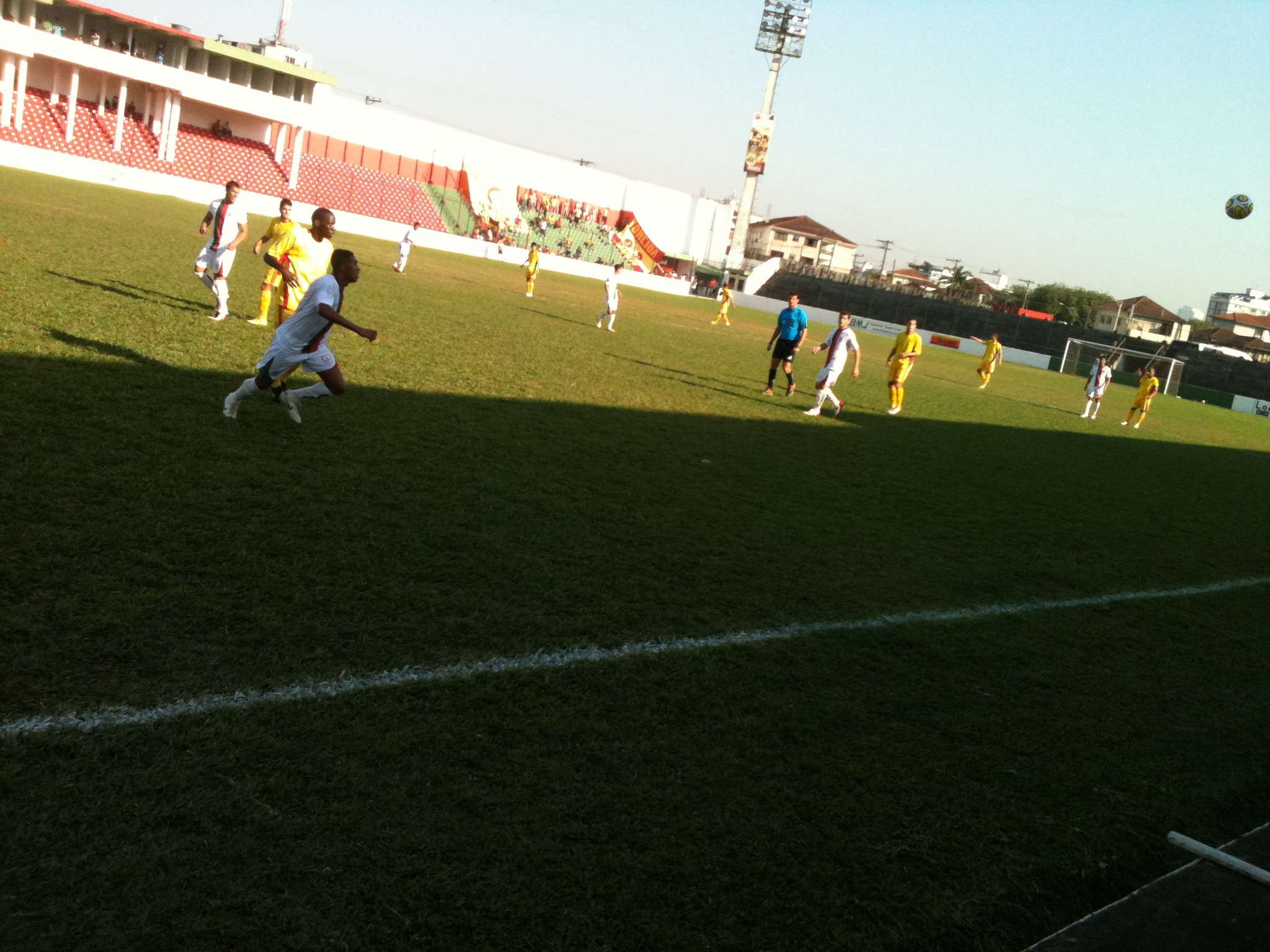
Lance da partida entre Portuguesa Santista e Jabaquara no Estádio Ulrico Mursa em 2011

A melhor posição que a Portuguesa Santista conseguiu no Campeonato Paulista foi a terceira colocação, nos Campeonatos de 1936, 1937, 1938 e 2003. Neste ano de 2003, a Briosa, comandada pelo ex-atacante santista Pepe, surpreendeu ao, na primeira fase, empatar com o São Paulo no Morumbi e derrotar o Santos, deixando-o de fora da segunda fase.
No ano seguinte, credenciado pela colocação no Campeonato Paulista, faz sua primeira, e única, participação na Copa do Brasil. Foi eliminado na primeira fase pelo XV de Novembro de Campo Bom, do então desconhecido técnico Mano Menezes, após dois empates (perdendo no critério dos gols fora de casa), podendo ser considerado um dos poucos clubes invictos da história da competição.
Em 2005, disputou a Série C do Campeonato Brasileiro.
Em meados dos anos 2000 a equipe contou com o goleiro Ronaldo, que fez história no Corinthians na década de 1990, e que encerrou sua carreira no clube.
Em 2011, desceu para a última divisão do estado e em 2012, conheceu o fundo do poço ao ser eliminada ainda na primeira fase com uma das piores campanhas entre os 42 times que disputaram o campeonato.
Em 2016, depois de 5 anos, a equipe conquistou o acesso à Série A3 do Campeonato Paulista, ao eliminar o Taboão da Serra, com uma vitória por 1 a 0, em Taboão da Serra, gol de Aldir, e um empate por 1 a 1, em Ulrico Mursa, com gol de Lucas Lino. Duas semanas depois, a Briosa conquistou o título ao vencer o Desportivo Brasil por 3 a 0 em Ulrico Mursa, após empate por 1 a 1 em Porto Feliz, os gols foram marcados por Willian Anicete, Ricardinho e Eric Mamer. Com 19 gols, Willian Anicete ainda sagrou-se como artilheiro da competição..
Na disputa da Série A3 de 2018, conquistou o vice-campeonato e consequentemente o acesso à Série A2 de 2019, sendo este o segundo acesso estadual em três anos. 
Em 2025, foi rebaixada para a Série A3 de 2026, fazendo campanha ruim na Série A2 de 2025, com apenas 2 vitórias na competição, e nenhuma no seu estádio Ulrico Mursa, somando 13 pontos na competição. O rebaixamento veio na última rodada, após um empate por 0 a 0 contra o Votuporanguense em casa.

## Títulos
| HONORÁRIOS | HONORÁRIOS                     | HONORÁRIOS | HONORÁRIOS                |
|            | Competição                     | Títulos    | Temporadas                |
| ---------- | ------------------------------ | ---------- | ------------------------- |
|            | Fita Azul                      | 1          | 1959                      |
| ESTADUAIS  |                                |            |                           |
|            | Competição                     | Títulos    | Temporadas                |
|            | Copa Paulista                  | 1          | 2023                      |
|            | Campeonato Paulista - Série A2 | 4          | 1932, 1933, 1934 e 1964   |
|            | Campeonato Paulista - Série A4 | 1          | 2016                      |
|            | Torneio Início Paulista        | 1          | 1929                      |
|            | Troféu do Interior Paulista    | 1          | 2003                      |
|            | Títulos Oficiais               | 9          | 1 Honorário e 8 Estaduais |

- Torneio  Troféu Paulo Machado de Carvalho

Winners (1): 1971
- Campeonato Santista (ASEA)

Winners (8): 1923, 1924, 1926, 1927, 1931, 1932, 1933, 1934
- Torneio Eliminatório (LAF)

Winners (1): 1929
- TORNEIO PREPARATÓRIO  SP:

Winners (2): 1946,1954
- Campeonato Paulista Sub-20: 2014

## Estatísticas

### Participações
|  | Participações em 2025 |

| Competição | Competição          | Temporadas | Melhor campanha       | Estreia | Última | A | R |
| São Paulo  | Campeonato Paulista | 51         | 3ª colocada (4 vezes) | 1929    | 2006   |   | 4 |
| São Paulo  | Série A2            | 25         | Campeã (1964)         | 1954    | 2025   | 4 | 3 |
| São Paulo  | Série A3            | 4          | Vice-campeã (2018)    | 1994    | 2018   | 2 | 1 |
| São Paulo  | Série A4            | 6          | Campeã (2016)         | 2011    | 2016   | 1 | – |
| São Paulo  | Copa Paulista       | 10         | Campeã (2023)         | 1999    | 2025   |   |   |
| Brasil     | Série C             | 5          | 16ª colocada (2000)   | 1997    | 2005   | – | – |
| Brasil     | Copa do Brasil      | 2          | 1ª fase (2004 e 2024) | 2004    | 2024   |   |   |

## Estádio

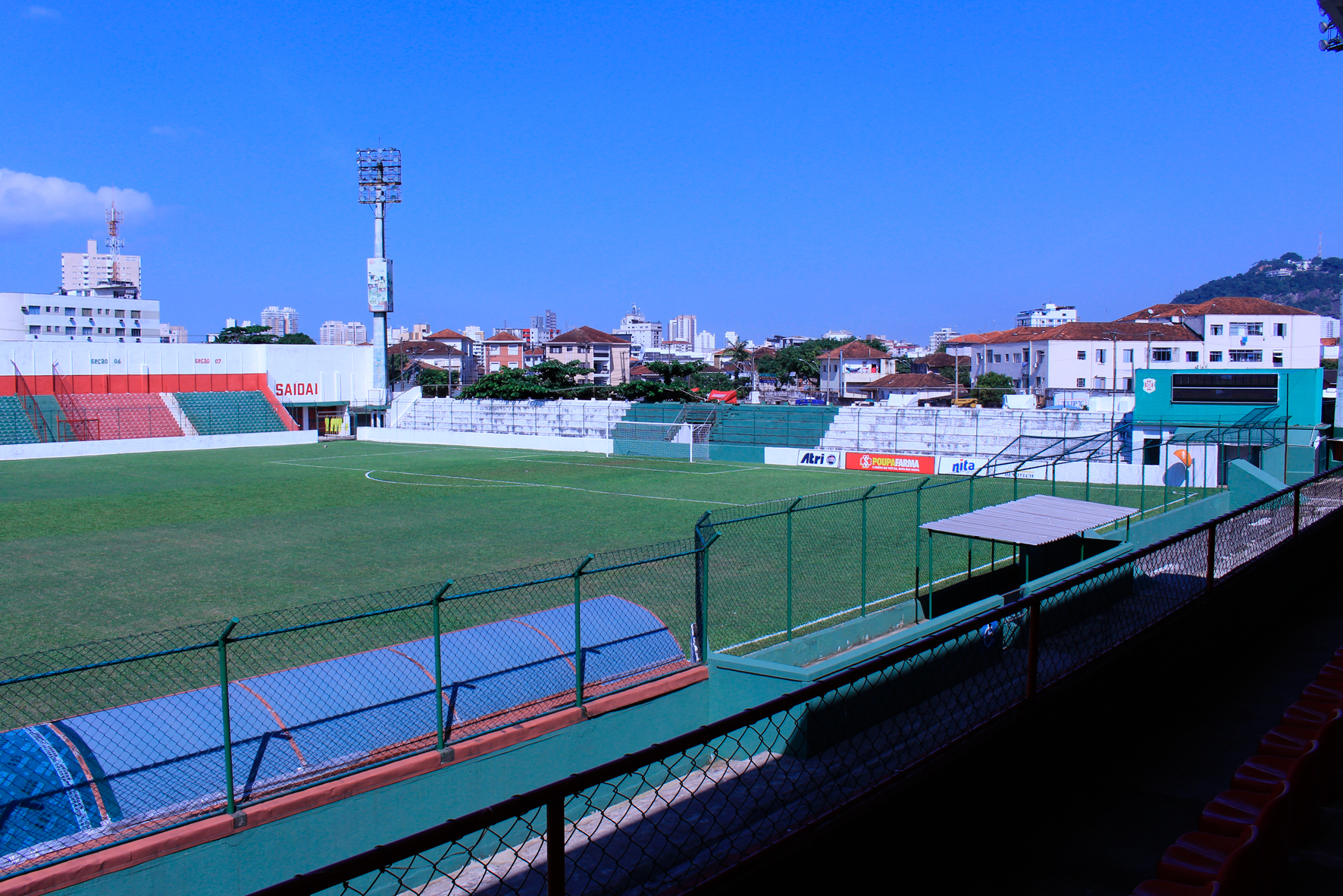
Vista ampla das arquibancadas do Estádio Ulrico Mursa

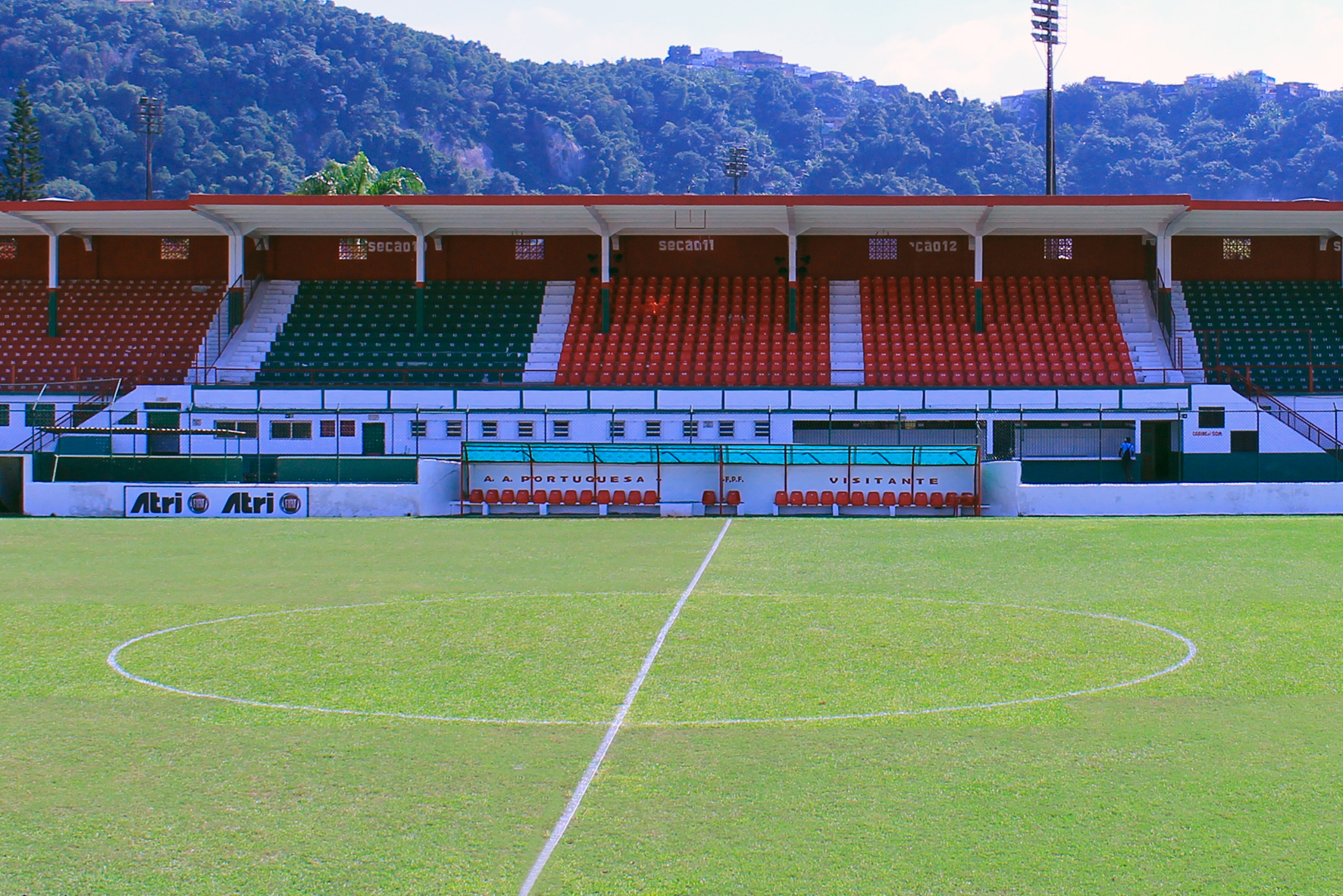
Vista frontal das arquibancadas do Estádio Ulrico Mursa

O Estádio Ulrico Mursa foi fundado em 5 de dezembro de 1920. Com lotação máxima atual é de 7.635 pessoas, é o estádio pertencente à Portuguesa Santista.
Fica situado próximo ao centro de Santos (aproximadamente 1,5 km), separado deste pelo Túnel Dr. Rubens Ferreira Martins. As referências locais são o Canal 2 e a Santa Casa de Misericórdia. O estádio está localizado na avenida Senador Pinheiro Machado, 240 no Marapé.